# Diachasma rufipes
Diachasma rufipes är en stekelart som beskrevs av Szepligeti 1905. Diachasma rufipes ingår i släktet Diachasma och familjen bracksteklar. Inga underarter finns listade i Catalogue of Life.